# プレニルジホスファターゼ
プレニルジホスファターゼ(Prenyl-diphosphatase、EC 3.1.7.1)は、以下の化学反応を触媒する酵素である。
プレニル二リン酸 + 水{\displaystyle \rightleftharpoons }プレノール + 二リン酸
従って、この酵素の基質はプレニル二リン酸と水の2つ、生成物はプレノールと二リン酸の2つである。
この酵素は加水分解酵素、特に二リン酸モノエステル加水分解酵素に分類される。系統名は、プレニル二リン酸ジホスホヒドロラーゼ(prenyl-diphosphate diphosphohydrolase)である。その他、prenyl-pyrophosphatase、prenol pyrophosphatase、prenylphosphatase等とも呼ばれる。